# Australomimetus kioloensis
Australomimetus kioloensis är en spindelart som beskrevs av Stefan Heimer 1986. Australomimetus kioloensis ingår i släktet Australomimetus och familjen kaparspindlar.
Artens utbredningsområde är New South Wales. Inga underarter finns listade.